# Emilio Suardi
Emilio Suardi (Romano di Lombardia, 1º aprile 1905 – Romano di Lombardia, 4 febbraio 1983) è stato un politico e partigiano italiano.

## Biografia
Nato a Romano di Lombardia, nella provincia di Bergamo, nel 1905, iniziò giovanissimo a lavorare come operaio alle officine Breda e si interessò da subito alla politica, iscrivendosi al Partito Comunista Italiano nel 1925.
Notoriamente antifascista, fu licenziato per le sue idee nel 1930 ed emigrò in Francia, stabilendosi a Parigi con un'identità fasulla. Nel 1936 partì per la Spagna, volontario nel battaglione "Garibaldi" lottando contro il regime franchista al fianco dei partigiani spagnoli sul fronte di Madrid. Fu anche istruttore della 45ª divisione e commissario della XII brigata "Garibaldi". Nel febbraio 1939 venne arrestato dalla polizia francese durante un tentativo di rientrare a Parigi: rilasciato, si trasferì a Grenoble. Quando la Francia fu occupata dai nazisti, Suardi combatté al fianco della Resistenza francese, organizzando i primi franc tireurs, e poté rientrare in Italia dopo la caduta del fascismo per partecipare alla guerra di liberazione. Come partigiano operò principalmente in Emilia, nel Parmense, divenendo membro del triumvirato insurrezionale Emilia-Romagna e commissario politico del Comando unico militare del Nord Emilia. Durante una missione nei territori piemontesi cadde vittima di un'imboscata tesa proprio per errore dai partigiani di Novara, riportando alcune ferite.
Membro politico attivo del Partito Comunista, dal giugno 1945 al dicembre 1946 fu segretario della federazione provinciale di Bergamo, per poi andare a ricoprire incarichi istituzionali in Toscana. Nel dicembre 1947 venne nominato segretario della federazione provinciale PCI di Grosseto, andando a sostituire Raffaello Bellucci, eletto presidente della deputazione provinciale grossetana. Dal 1951 al 1952 fu presidente della provincia di Grosseto, primo amministratore provinciale dall'abolizione delle deputazioni e l'istituzione delle giunte. Il 4 luglio 1953 sposò Alma Tovo a Grosseto.
Nel 1954 venne sostituito alla guida del PCI grossetano da Emo Bonifazi e trasferito a Roma quale membro del Comitato centrale del partito, dove rimase fino al 1967. Ritornato in Lombardia per motivi di salute, ricoprì vari incarichi per il partito a livello locale. Morì nella sua città natale il 4 febbraio 1983.